# 徐子熙
徐子熙（1456年—？），字世昭，浙江紹興府上虞縣下管人，明朝政治人物，弘治乙丑進士，官至光祿寺少卿。

## 生平
弘治十四年（1501年）浙江鄉試第三名舉人，弘治十八年（1505年）乙丑科二甲第六十三名進士。授兵部職方司主事，升武庫司員外郎。正德四年（1509年）閏九月累官光祿寺少卿，供事于文华殿中书房。由于供事内殿者皆杂流技艺之人，时有轻佻者上书献诗于劉瑾，求为文字官，瑾遂令吏部选取之。子熙以进士为品官，乃挟册与市井杂流试于吏部，缙绅鄙之。

## 著作
通經史，善詞賦，工草、隸書法。有《貽穀堂詩集》五卷、《文集》十三卷。

## 家族
曾祖徐彥誠；祖父徐清；父徐杰，曾任主簿。母王氏；繼母齊氏。慈侍下。弟子然、子魚、子谦、子奇。